# Главы правительств субъектов Российской Федерации
В таблице представлены действующие главы исполнительных органов власти субъектов Российской Федерации.

## Таблица действующих
| ФИО                                | Субъект                       |
| ---------------------------------- | ----------------------------- |
| Кумпилов, Мурат Каральбиевич       | Адыгея                        |
| Хорохордин, Олег Леонидович        | Алтай                         |
| Назаров, Андрей Геннадьевич        | Башкортостан                  |
| Цыденов, Алексей Самбуевич         | Бурятия                       |
| Амирханов, Абдулпатах Гаджиевич    | Дагестан                      |
| Хоценко, Виталий Павлович          | Донецкая Народная Республика  |
| Сластенин, Владимир Владимирович   | Ингушетия                     |
| Мусуков, Алий Тахирович            | Кабардино-Балкария            |
| Босхомджиева, Гиляна Герасимовна   | Калмыкия                      |
| Аргунов, Мурат Олегович            | Карачаево-Черкесия            |
| Чепик, Александр Евгеньевич        | Карелия                       |
| Уйба, Владимир Викторович          | Коми                          |
| Гоцанюк, Юрий Михайлович           | Крым                          |
| Козлов, Сергей Иванович            | Луганская Народная Республика |
| Зайцев, Юрий Викторович            | Марий Эл                      |
| Здунов, Артём Алексеевич           | Мордовия                      |
| Тарасенко, Андрей Владимирович     | Саха (Якутия)                 |
| Джанаев, Борис Борисович           | Северная Осетия — Алания      |
| Песошин, Алексей Валерьевич        | Татарстан                     |
| Ховалыг, Владислав Товарищтайович  | Тыва                          |
| Семёнов, Ярослав Владимирович      | Удмуртия                      |
| Коновалов, Валентин Олегович       | Хакасия                       |
| Хучиев, Муслим Магомедович         | Чечня                         |
| Николаев, Олег Алексеевич          | Чувашия                       |
| Томенко, Виктор Петрович           | Алтайский край                |
| Осипов, Александр Михайлович       | Забайкальский край            |
| Кузнецов, Александр Олегович       | Камчатский край               |
| Кондратьев, Вениамин Иванович      | Краснодарский край            |
| Лапшин, Юрий Анатольевич           | Красноярский край             |
| Махонин, Дмитрий Николаевич        | Пермский край                 |
| Кожемяко, Олег Николаевич          | Приморский край               |
| Владимиров, Владимир Владимирович  | Ставропольский край           |
| Дегтярёв, Михаил Владимирович      | Хабаровский край              |
| Орлов, Василий Александрович       | Амурская область              |
| Алсуфьев, Алексей Владимирович     | Архангельская область         |
| Шарыкин, Александр Владимирович    | Астраханская область          |
| Гладков, Вячеслав Владимирович     | Белгородская область          |
| Богомаз, Александр Васильевич      | Брянская область              |
| Сипягин, Владимир Владимирович     | Владимирская область          |
| Бочаров, Андрей Иванович           | Волгоградская область         |
| Кольцов, Антон Викторович          | Вологодская область           |
| Гусев, Александр Викторович        | Воронежская область           |
| Кольцов, Антон Викторович          | Запорожская область           |
| Воскресенский, Станислав Сергеевич | Ивановская область            |
| Зайцев, Константин Борисович       | Иркутская область             |
| Алиханов, Антон Андреевич          | Калининградская область       |
| Шапша, Владислав Валерьевич        | Калужская область             |
| Телегин, Вячеслав Николаевич       | Кемеровская область — Кузбасс |
| Соколов, Александр Валентинович    | Кировская область             |
| Ситников, Сергей Константинович    | Костромская область           |
| Шумков, Вадим Михайлович           | Курганская область            |
| Старовойт, Роман Владимирович      | Курская область               |
| Дрозденко, Александр Юрьевич       | Ленинградская область         |
| Артамонов, Игорь Георгиевич        | Липецкая область              |
| Носов, Сергей Константинович       | Магаданская область           |
| Воробьёв, Андрей Юрьевич           | Московская область            |
| Чибис, Андрей Владимирович         | Мурманская область            |
| Никитин, Глеб Сергеевич            | Нижегородская область         |
| Никитин, Андрей Сергеевич          | Новгородская область          |
| Травников, Андрей Александрович    | Новосибирская область         |
| Бурков, Александр Леонидович       | Омская область                |
| Паслер, Денис Владимирович         | Оренбургская область          |
| Клычков, Андрей Евгеньевич         | Орловская область             |
| Симонов, Николай Петрович          | Пензенская область            |
| Ведерников, Михаил Юрьевич         | Псковская область             |
| Голубев, Василий Юрьевич           | Ростовская область            |
| Любимов, Николай Викторович        | Рязанская область             |
| Кудряшов, Виктор Владиславович     | Самарская область             |
| Бусаргин, Роман Викторович         | Саратовская область           |
| Белик, Алексей Васильевич          | Сахалинская область           |
| Куйвашев, Евгений Владимирович     | Свердловская область          |
| Островский, Алексей Владимирович   | Смоленская область            |
| Никитин, Александр Валерьевич      | Тамбовская область            |
| Руденя, Игорь Михайлович           | Тверская область              |
| Мазур, Владимир Владимирович       | Томская область               |
| Шерин, Валерий Витальевич          | Тульская область              |
| Моор, Александр Викторович         | Тюменская область             |
| Смекалин, Александр Александрович  | Ульяновская область           |
| Елисеев, Сергей Владимирович       | Херсонская область            |
| Текслер, Алексей Леонидович        | Челябинская область           |
| Степаненко, Дмитрий Александрович  | Ярославская область           |
| Собянин, Сергей Семёнович          | Москва                        |
| Беглов, Александр Дмитриевич       | Санкт-Петербург               |
| Развожаев, Михаил Владимирович     | Севастополь                   |
| Гольдштейн, Ростислав Эрнстович    | Еврейская АО                  |
| Бездудный, Юрий Васильевич         | Ненецкий АО                   |
| Комарова, Наталья Владимировна     | Ханты-Мансийский АО — Югра    |
| Копин, Роман Валентинович          | Чукотский АО                  |
| Артюхов, Дмитрий Андреевич         | Ямало-Ненецкий АО             |

## Список глав правительств, не совмещавших свой пост с постом главы региона с 1991 года

### Адыгея
- Педан, Николай Гаврилович (апрель 1995—1997)[3]
- Тхаркахов, Мухарбий Хаджиретович (февраль 1997 — декабрь 2001)
- Демчук, Николай Васильевич (декабрь 2001 — декабрь 2002)
- Микичура, Геннадий Иванович (январь — август 2003)[4]
- Хуадэ, Хазрет Юнусович (2003 — август 2004)[5]
- Хагур, Асфар Пшиканович (август 2004 — 17 января 2007)
- Саможенков, Владимир Михайлович (17 января 2007 — 12 мая 2008)[6]
- Кумпилов, Мурат Каральбиевич и. о. 12—28 мая 2008 (28 мая 2008 — 28 сентября 2016)[7]
- Широкова, Наталья Сергеевна (и. о. 28 сентября 2016 — 22 декабря 2017)[8]
- Наролин, Александр Владимирович (и. о. 22—29 декабря 2017; 29 декабря 2017 — 4 августа 2020)
- Митрофанов, Геннадий Алексеевич 23.09.2020 — 1.12.2021 Премьер-министр[9].
- Керашев, Анзаур Асланбекович (и. о. 1 декабря 2021; Председатель Кабмина с 16.02.2023 — н.вр [10].

### Алтай
- Петров Владимир Иванович (1990 — 23 января 1997)
- Чаптынов Валерий Иванович (30 января — 10 августа 1997)

### Башкортостан
- Марат Миргазямов (1986—1992)
- Копсов, Анатолий Яковлевич (ноябрь 1992 — июль 1994)
- Бакиев, Рим Сагитович и. о. июль—октябрь 1994 (октябрь 1994 — 12 января 1999)
- Байдавлетов, Рафаэль Ибрагимович (12 января 1999 — 10 апреля 2008)
- Сарбаев, Раиль Салихович (10 апреля 2008 — 20 июля 2010)
- Илимбетов, Азамат Фаттахович (19 мая 2011 — 6 августа 2012)
- Марданов, Рустэм Хабибович (26 ноября 2015 — 3 декабря 2018)
- Назаров, Андрей Геннадьевич (с 17 сентября 2020)

### Дагестан
| #                                                                | Министр                                                          | Фото                                                             | Период правления                                                      | Партия                                                           | Этническая принадлежность                                        | Примечание                                                       |                                                                  |
| Председатели Совета министров Дагестанской АССР/Дагестанской ССР | Председатели Совета министров Дагестанской АССР/Дагестанской ССР | Председатели Совета министров Дагестанской АССР/Дагестанской ССР | Председатели Совета министров Дагестанской АССР/Дагестанской ССР      | Председатели Совета министров Дагестанской АССР/Дагестанской ССР | Председатели Совета министров Дагестанской АССР/Дагестанской ССР | Председатели Совета министров Дагестанской АССР/Дагестанской ССР | Председатели Совета министров Дагестанской АССР/Дагестанской ССР |
| ---------------------------------------------------------------- | ---------------------------------------------------------------- | ---------------------------------------------------------------- | --------------------------------------------------------------------- | ---------------------------------------------------------------- | ---------------------------------------------------------------- | ---------------------------------------------------------------- | ---------------------------------------------------------------- |
| 7                                                                | Мирзабеков, Абдуразак Марданович                                 |                                                                  | август 1987 — 26 июля 1994                                            | КПСС                                                             | кумык                                                            |                                                                  |                                                                  |
| Председатели правительства Республики Дагестан                   |                                                                  |                                                                  |                                                                       |                                                                  |                                                                  |                                                                  |                                                                  |
| 1                                                                | Мирзабеков, Абдуразак Марданович                                 |                                                                  | 26 июля 1994 — 20 августа 1997                                        |                                                                  | кумык                                                            |                                                                  |                                                                  |
| 2                                                                | Шихсаидов, Хизри Исаевич                                         |                                                                  | 20 августа 1997 — 13 октября 2004                                     |                                                                  | кумык                                                            |                                                                  |                                                                  |
| 3                                                                | Алиев, Атай Баширович                                            |                                                                  | 14 октября 2004 — 6 марта 2006                                        |                                                                  | кумык                                                            |                                                                  |                                                                  |
| 4                                                                | Зайналов, Шамиль Магомедович                                     |                                                                  | 6 марта 2006 — 24 февраля 2010                                        |                                                                  | кумык                                                            |                                                                  |                                                                  |
| 5                                                                | Абдулаев, Магомед Имранович                                      |                                                                  | 25 февраля 2010 — 30 января 2013                                      |                                                                  | аварец                                                           |                                                                  |                                                                  |
| 6                                                                | Меджидов, Мухтар Муртузалиевич                                   |                                                                  | 31 января — 22 июля 2013                                              |                                                                  | даргинец                                                         |                                                                  |                                                                  |
| 7                                                                | Гамидов, Абдусамад Мустафаевич                                   |                                                                  | 22 июля 2013 — 6 октября 2017 (и. о. 6 октября 2017 — 5 февраля 2018) |                                                                  | даргинец                                                         |                                                                  |                                                                  |
| —                                                                | Карибов, Анатолий Шамсутдинович                                  |                                                                  | 5—7 февраля 2018 исполняющий обязанности                              |                                                                  | лезгин                                                           |                                                                  |                                                                  |
| 8                                                                | Здунов, Артём Алексеевич                                         |                                                                  | 7 февраля 2018 — 18 ноября 2020                                       | Единая Россия                                                    | эрзя                                                             |                                                                  |                                                                  |
| 9                                                                | Амирханов, Абдулпатах Гаджиевич                                  |                                                                  | (врио 19 ноября — 11 декабря 2020) с 11 декабря 2020                  |                                                                  |                                                                  |                                                                  |                                                                  |

### Донецкая Народная Республика
- Хоценко, Виталий Павлович

### Ингушетия
1. Татиев, Руслан Мажитович (1993)[16]
2. Дидигов, Тамерлан Муратович (5 июля 1993 — 21 марта 1994)
3. Дидигов, Мухарбек Ильясович (21 марта 1994 — 9 декабря 1996)
4. Хамчиев, Белан Багаудинович (10 декабря 1996 — 3 августа 1998)
5. Дарсигов, Магомед-Башир Зияутдинович (3 августа 1998 — 24 ноября 1999)
6. Мальсагов, Ахмед Исаевич (24 ноября 1999 — 14 июня 2002)
7. Алексенцев, Виктор Андреевич (26 августа 2002 — 3 июня 2003)
8. Могушков, Тимур Ахметович (3 июня 2003 — 30 июня 2005)
9. Мальсагов, Ибрагим Солсаевич (30 июня 2005 — 13 марта 2008)
10. Дзейтов, Харун Магометович (14 марта — 12 ноября 2008)
11. Гайсанов, Рашид Яхьяевич (13 ноября 2008 — 5 октября 2009)[17]
12. Воробьёв, Алексей Олегович (5 октября 2009 — 10 марта 2010)[18]
13. Чилиев, Муса Мажитович и. о. 10 марта 2010 — 21 марта 2011 (21 марта 2011 — 19 сентября 2013)[19]
14. Мальсагов, Абубакар Магометович (19 сентября 2013 — 18 ноября 2016)[20]
15. Гагиев, Руслан Магометович (18 ноября 2016 — 9 сентября 2018)[21]
16. Евлоев, Зялимхан Султанхамидович (9 сентября 2018 — 8 сентября 2019)
17. Суриков, Константин Юрьевич (9 сентября 2019 — 27 января 2020)
18. Сластенин, Владимир Владимирович (врио с 27 января по 26 марта 2020; с 26 марта 2020)

### Кабардино-Балкария
- Черкесов, Георгий Маштаевич (? — 2004)
- Губин, Геннадий Сергеевич (февраль 2004 — июль 2006)
- Ярин, Андрей Вениаминович (июль 2006 — 21 августа 2009)[22]
- Меркулов, Александр Викторович (21 августа 2009 — 4 апреля 2011)[23]
- Гертер, Иван Константинович (18 апреля 2011 — 1 ноября 2012)
- Хасанов, Руслан Талович (1 ноября 2012 — 9 сентября 2013)[24]
- Храмов, Константин Константинович (31 октября 2013 — 1 октября 2014)
- Мусуков, Алий Тахирович (с 1 октября 2014)

### Калмыкия
- Орлов, Алексей Маратович (24 октября 2010 — ноябрь 2012)
- Зотов, Игорь Александрович (ноябрь 2012 — апрель 2019)[25]
- Зайцев, Юрий Викторович (14 октября 2019 — 10 мая 2022[26])
- Шургучеев, Очир Санджеевич (врио 10 мая — 27 сентября 2022)
- Босхомджиева, Гиляна Герасимовна (с 27 сентября 2022)

### Карачаево-Черкесия
- Хубиев, Владимир Исламович (16 мая 1992 — сентябрь 1995)
- Казаноков, Руслан Олиевич (сентябрь 2003 — апрель 2005)
- неизвестно (2005—2012)
- Кябишев Индрис Ибрагимович (11 марта 2011 — 15 ноября 2012)[27]
- Карданов, Мурат Якубович (15 ноября 2012 —8 сентября 2015)[28]
- Казаноков, Руслан Олиевич и. о. 27 августа — 14 сентября 2015 (14 сентября 2015 — 22 сентября 2016)
- Озов, Аслан Анатольевич (с 22 сентября 2016 по 23 сентября 2021)[29]
- Аргунов Мурат Олегович (с 23 сентября 2021)[30]

### Карелия
| Срок полномочий               | Должность руководителя правительства | Руководитель правительства    |
| ----------------------------- | ------------------------------------ | ----------------------------- |
| 13 ноября 1991 — 14 июля 1994 | Председатель Совета министров        | Блинников, Сергей Петрович    |
| 17 мая 1994 — 1 июня 1998     | Председатель правительства           | Степанов, Виктор Николаевич   |
| 1 июня 1998 — 12 мая 2002     | Председатель правительства           | Катанандов, Сергей Леонидович |
| 12 мая — 31 декабря 2002      | Премьер-министр                      | Катанандов, Сергей Леонидович |
| 1 января 2003 — 27 июля 2010  | Премьер-министр                      | Чернов, Павел Викторович      |
| 28 июля — 26 августа 2010     | Премьер-министр                      | Нелидов, Андрей Витальевич    |
| с 27 марта 2017               | Премьер-министр                      | Чепик, Александр Евгеньевич   |

### Коми
| № | Председатель правительства                               | Фотография | Срок полномочий  | Срок полномочий | Партийность | Примечание                                                             |
| - | -------------------------------------------------------- | ---------- | ---------------- | --------------- | ----------- | ---------------------------------------------------------------------- |
| 1 | Тукмаков, Владимир Алексеевич                            |            | 19 сентября 2014 | 10 марта 2016   |             |                                                                        |
| — | Максимова, Лариса Владимировна (исполняющая обязанности) |            | 10 марта         | 24 марта 2016   |             | должность упразднена, и соединена с полномочиями Главы Республики Коми |

### Крым
| № | Председатель Совета министров | Фотография | Срок полномочий | Срок полномочий  | Партийность   | Примечание                                              |
| - | ----------------------------- | ---------- | --------------- | ---------------- | ------------- | ------------------------------------------------------- |
| — | Аксёнов, Сергей Валерьевич    |            | 17 марта 2014   | 20 сентября 2019 | Единая Россия | Председатель Совета министров как Глава Республики Крым |
| 1 | Гоцанюк, Юрий Михайлович      |            | 1 октября 2019  |                  | Единая Россия | и. о. 20 сентября — 1 октября 2019                      |

### Луганская Народная Республика
- Козлов, Сергей Иванович

### Мордовия
- Швецов, Валерий Николаевич (9 апреля 1993 — 22 сентября 1995)
- Волков, Владимир Дмитриевич (22 сентября 1995 — 14 мая 2012)
- Сушков, Владимир Фёдорович (14 мая 2012 — 26 февраля 2021)
- Сидоров, Владимир Николаевич (и. о. 26 февраля — 5 октября 2021; с 5 октября 2021 — декабрь 2022)
- Эмеев, Батыр Эмеевич (с 11 августа 2025)

### Саха (Якутия)
- Николаев, Михаил Ефимович (16 января 1992 — май 1993)
- Штыров, Вячеслав Анатольевич (май 1993 — декабрь 1994)
- Птицын, Владимир Ильич и. о. (декабрь 1994)
- Кайдышев, Юрий Васильевич (декабрь 1994 — 14 января 1997)
- Фёдоров, Валентин Петрович (январь 1997 — январь 1998)
- Власов, Василий Михайлович (февраль 1998 — февраль 2002)
- Назаров, Семён Николаевич (февраль 2002 — февраль 2003)
- Борисов, Егор Афанасьевич (6 февраля 2003 — 18 июня 2010)
- Данчикова, Галина Иннокентьевна (18 июня 2010 — 28 сентября 2016)
- Чекин, Евгений Алексеевич (28 сентября 2016 — 26 июня 2018)
- Солодов, Владимир Викторович (и. о. 26 июня — 18 октября 2018; 18 октября 2018 — 3 апреля 2020)
- Колодезников, Алексей Засимович (и. о. 3 апреля — 31 июля 2020)
- Тарасенко Андрей Владимирович (10 ноября 2020 — 3 октября 2023)
- Бычков Кирилл Евгеньевич (с 4 октября 2023)

### Северная Осетия — Алания
- Бирагов, Юрий Григорьевич (1994—1998)
- Мамсуров, Таймураз Дзамбекович (5 февраля 1998 — 19 октября 2000)
- Каргинов, Казбек Георгиевич (2000—2002, и. о.)
- Шаталов, Михаил Михайлович (2002—2004)[31]
- Борадзов, Алан Георгиевич (октябрь 2004 — ноябрь 2005)
- Меркулов, Александр Викторович (2005—2006)[32]
- Хлынцов, Николай Александрович (2006—2012)
- Такоев, Сергей Керменович (24 мая 2012 — 10 июня 2015)
- Хадиков, Азамат Таймуразович (10 июня — 24 сентября 2015, и. о.)
- Битаров, Вячеслав Зелимханович (24 сентября 2015 — 29 февраля 2016)
- Тускаев, Таймураз Русланович (и. о. 1 марта — 27 сентября 2016; 27 сентября 2016 — 13 апреля 2021; врио 13 апреля — 8 октября 2021)[33]
- Джанаев, Борис Борисович (с 8 октября 2021)

### Татарстан
- Сабиров, Мухаммат Галлямович (30 августа 1990 — 16 января 1995)
- Мухаметшин, Фарид Хайруллович (16 января 1995 — 28 мая 1998)
- Минниханов, Рустам Нургалиевич (10 июля 1998 — 25 марта 2010)
- Халиков, Ильдар Шафкатович (22 апреля 2010 — 3 апреля 2017)
- Песошин, Алексей Валерьевич (и. о. 4—17 апреля 2017; с 17 апреля 2017)

### Удмуртская Республика
- Николай Миронов (1990—1993)
- Волков, Александр Александрович (1993 — 19 апреля 1995)
- Вершинин, Павел Николаевич (1995—1999)[34]
- Ганза, Николай Алексеевич (23 апреля 1999 — 15 октября 2000)
- Питкевич, Юрий Степанович (15 октября 2000 — 25 февраля 2014)
- Савельев, Виктор Алексеевич (и. о. 1 марта — 10 октября 2014; 10 октября 2014 — 6 апреля 2017; врио 6 апреля — 31 июля 2017)[35]
- Семёнов, Ярослав Владимирович (и. о. 17 августа — 26 сентября 2017; с 26 сентября 2017)

### Чечня
- Мамадаев, Яраги Магамедович (6 сентября 1991 — май 1992) — Председатель Комитета по оперативному управлению народным имуществом
- Дудаев, Джохар Мусаевич (9 ноября 1991 — 4 июня 1994)
- Алавдинов, Али Алавдинович (5 июля — 25 октября 1994)
- Хаджиев, Саламбек Наибович (25 октября 1994 — 24 октября 1995)
- Завгаев, Доку Гапурович (24 октября 1995 — март 1996)
- Арбиев, Санаки Алиевич (и. о. март — 13 апреля 1996)
- Кошман, Николай Павлович (13 апреля — 17 ноября 1996)
- Масхадов, Аслан Алиевич (17 ноября 1996 — сентябрь 1999)
- Ильясов, Станислав Валентинович (19 января 2001 — 7 ноября 2002)
- Бабич, Михаил Викторович (13 ноября 2002 — 10 февраля 2003)
- Исаев, Эли Абубакарович (и. о. 24 января — 10 февраля 2003)
- Попов, Анатолий Александрович (10 февраля 2003 — 16 марта 2004)
- Исаев, Эли Абубакарович (и. о. 2 декабря 2003 — 16 марта 2004)
- Абрамов, Сергей Борисович (16 марта 2004 — 2 марта 2006)
- Кадыров, Рамзан Ахматович и. о. 18 ноября 2005 — 4 марта 2006 (4 марта 2006 — 10 апреля 2007)
- Байсултанов, Одес Хасаевич и. о. 18 марта — 10 апреля 2007 (10 апреля 2007 — 17 мая 2012)
- Эдельгериев, Руслан Сайд-Хусайнович (24 мая 2012 — 25 июня 2018)
- Хучиев, Муслим Магомедович (с 25 июня 2018)

### Чувашская Республика
| 1 | Аблякимов, Энвер Азизович    | январь 1994 — январь 1998       | КПСС                |         |
| 2 | Кураков, Лев Пантелеймонович | январь 1998 — июль 1998         |                     | чуваш   |
| 3 | Аблякимов, Энвер Азизович    | июль 1998 — декабрь 2001        | Наш дом — Россия    |         |
| 4 | Партасова Наталия Юрьевна    | январь 2002 — апрель 2004       |                     | чувашка |
| 5 | Гапликов Сергей Анатольевич  | апрель 2004 — апрель 2010       | Единая Россия       | русский |
| 6 | Суслонова Нина Владимировна  | 8 апреля 2010 — февраль 2011    |                     | чувашка |
| 7 | Макаров Олег Витальевич      | 23 марта 2011 — 9 декабря 2011  |                     | чуваш   |
| 8 | Моторин, Иван Борисович      | 9 декабря 2011 — 6 февраля 2020 | Единая Россия       | чуваш   |
| 9 | Николаев, Олег Алексеевич    | с 6 февраля 2020 года           | Справедливая Россия | чуваш   |

### Камчатский край
- Василевский, Роман Сергеевич (29 октября 2019 — 20 апреля 2020)
- Кузнецов, Александр Олегович (врио 20 апреля — 29 сентября 2020; с 29 сентября 2020)

### Красноярский край
- Новак, Александр Валентинович (15 июля — 1 октября 2008)
- Акбулатов, Эдхам Шукриевич (2 октября 2008 — 13 декабря 2011)
- Томенко, Виктор Петрович (врио 14 декабря 2011 — 9 февраля 2012; 9 февраля 2012 — 30 мая 2018)
- Лапшин, Юрий Анатольевич (врио 31 мая — 11 октября 2018; с 11 октября 2018)

### Приморский край
- Щербина, Вера Георгиевна (врио 21 декабря 2018 — 30 января 2019; с 30 января 2019)

### Пермский край
- Бухвалов, Николай Ювенальевич (19 июня 2006 — 4 марта 2008)
- Сухих, Валерий Александрович (4 марта 2008 — 22 декабря 2011)
- Антонов, Михаил Вячеславович (28 декабря 2011 — 21 июня 2012)
- Панов, Роман Юрьевич (15 октября — 9 ноября 2012, утверждён, но к обязанностям не приступил)
- Тушнолобов, Геннадий Петрович (29 декабря 2012 — 23 января 2017)

### Ставропольский край
- Тыртышов, Юрий Павлович (2 июля 2012 — 21 февраля 2013)[36]
- Ковалёв, Иван Иванович (и. о. 21 февраля — 10 октября 2013)

### Архангельская область
- Алсуфьев, Алексей Владимирович (с 26 ноября 2015)

### Астраханская область
- Маркелов, Константин Алексеевич (2005 — 25 апреля 2017)
- Султанов, Расул Джанбекович (27 апреля 2017 — июнь 2019)
- Шарыкин, Александр Владимирович (и. о. 15 июля — 26 ноября 2019; с 26 ноября 2019)
- Князев, Олег Анатольевич (28 июля 2021 - по настоящее время)

### Вологодская область
- Кольцов, Антон Викторович (2017—2022)
- ? (с 2022)

### Запорожская область
- Кольцов, Антон Викторович

### Иркутская область
- Александр Битаров (21 октября 2015 — 7 августа 2017)
- Болотов, Руслан Николаевич (и. о. 7 августа — 25 сентября 2017; 25 сентября 2017 — декабрь 2019; и. о. декабрь 2019 — 13 марта 2020)
- Зайцев, Константин Борисович (и. о. 13 марта — 15 апреля 2020; с 15 апреля 2020)

### Калининградская область
- Алиханов, Антон Андреевич (врио 30 июля 2016 — 29 сентября 2017)

### Кемеровская область
- Телегин, Вячеслав Николаевич (и. о. 20 февраля — 16 марта 2021; с 16 марта 2021)

### Кировская область
- Чурин, Александр Анатольевич (28 марта 2019 — 23 сентября 2022)

### Нижегородская область
- Обозов, Сергей Александрович (12 апреля — 9 августа 2001)

### Пензенская область
- Егоров, Сергей Николаевич (2006 — 10 января 2007)
- Сатин, Вячеслав Алексеевич (и. о. 15 января — 5 февраля 2007; 5 февраля 2007 — 15 июля 2008)
- Черницов, Александр Иванович (15 июля 2008 — 27 апреля 2009)
- Атюкова, Ольга Кузьминична (и. о. 27 апреля — 29 июня 2009; 29 июня 2009 — 1 августа 2011)
- Кривов, Юрий Иванович (и. о. 1 августа — 21 октября 2011)
- Андреев, Андрей Викторович (21 октября 2011 — 16 марта 2012)
- Савин, Валерий Александрович (врио 26 марта — 4 апреля 2012)
- Кривов, Юрий Иванович (4 апреля 2012 — 20 июня 2014)
- Чернов, Роман Борисович (20 июня — 18 июля 2014)
- Косой, Михаил Григорьевич (и. о. 18 августа — 18 ноября 2014; 18 ноября 2014 — 22 июня 2015)
- Волков, Владимир Фёдорович (и. о. 22—30 июня 2015)
- Савин, Валерий Александрович (врио 30 июня — 20 ноября 2015)
- Симонов, Николай Петрович (с 20 ноября 2015; врио 24 марта — 22 октября 2021)

### Самарская область
- Сычёв, Сергей Александрович (27 января 2004 — 22 января 2007)
- Нефёдов, Александр Петрович (22 января 2007 — 20 мая 2019)
- Кудряшов, Виктор Владиславович (и. о. 20 мая — 10 сентября 2019; с 10 сентября 2019)

### Саратовская область
- Стрелюхин, Александр Михайлович (4 июня 2019 — 15 октября 2020)
- Бусаргин, Роман Викторович (и. о. 15—21 октября 2020; 21 октября 2020 — 10 мая 2022)

### Сахалинская область
- Щербина, Вера Георгиевна (21 января 2016 — 17 декабря 2018)
- Белик, Алексей Васильевич (и. о. 17 декабря 2018 — 13 июня 2019; с 13 июня 2019)

### Свердловская область
- Трушников, Валерий Георгиевич (12 декабря 1991 — 21 июля 1994)
- Страхов, Алексей Леонидович (21 июля 1994 — 23 августа 1995)
- Трушников, Валерий Георгиевич (август 1995 — 29 апреля 1996)
- Воробьёв, Алексей Петрович (16 мая — 4 октября 1996)
- Трушников, Валерий Георгиевич (4 — 23 октября 1996)
- Воробьёв, Алексей Петрович (23 октября 1996 — 18 июня 2007)
- Ковалёва, Галина Алексеевна (и. о. 18—19 июня 2007)
- Кокшаров, Виктор Анатольевич (19 июня 2007 — 7 декабря 2009)
- Гредин, Анатолий Леонидович (7 декабря 2009 — 14 апреля 2012)
- Власов, Владимир Александрович (18 апреля — 29 мая 2012, и. о. 29 мая — 22 июня 2012)
- Паслер, Денис Владимирович (19 июня 2012 — 26 сентября 2016)

### Томская область
- Наговицын, Вячеслав Владимирович (декабрь 1999 — 28 июня 2017)

### Тульская область
- Андрианов, Юрий Михайлович (9 октября 2012 — 8 октября 2018)
- Шерин, Валерий Витальевич (с 8 октября 2018)

### Ульяновская область
- Смекалин, Александр Александрович (с 1 декабря 2016)

### Херсонская область
- Елисеев, Сергей Владимирович

### Ярославская область
- Князьков, Александр Львович (21 декабря 2012 — август 2016)
- Степаненко, Дмитрий Александрович (и. о. август — 29 сентября 2016; с 29 августа 2016)